# Ausgang
Ausgang — британская рок-группа, образовавшаяся в 1982 году в Бирмингеме, Англия, и исполнявшая готический рок, отмеченный (согласно Allmusic) заострённым гитарным звуком, фанк-панк-драммингом, отрывисто-«лающим» стилем вокала, мрачной отчуждённостью лирики и «почти полным отсутствием мелодичности». В 1982—1987 годах группа выпустила один полноформатный альбом (Manipulate) и серию EP и синглов, один из которых, «Solid Glass Spine» (1984), поднялся до #28 в UK Indie Charts. В 2003 году Ausgang реформировались: результатом явился студийный альбом Licked (2005).

## История группы
Ausgang были образованы в 1982 году участниками двух незадолго до этого распавшихся групп: Kabuki (чьим единственным релизом остался сингл «I am a Horse») и The Solicitors. Свой первый концерт группа дала в сентябре 1983 года в бирмингемском Powerhouse; проведя гастроли с The Wonder Stuff и The Cult, она подписала контракт с Criminal Damage Records. Здесь вышли EP Head On ! (1984) и The Teachings Of Web (1984).
После того, как Каба (англ. Cub) сменил бас-гитарист Стю (англ. Stu), группа подписалась к FM Revolver Records, где и вышел единственный альбом группы Manipulate (1986). Вскоре после гастролей с Gene Loves Jezebel группа ушла с лейбла и создала свой собственный, Shakedown Records, где выпустила сингл «King Hell». Затем, переименовавшись в Ausgang-A-Go-Go, чтобы отойти от «готического» имиджа, группа выпустила мини-альбом Los Descamisados, после чего распалась.

## Дискография

### Альбомы
- Manipulate LP (1985), FM
- Last Exit… The Best Of Ausgang LP/CD (2001), Anagram
- Licked LP (2005),

### EP, синглы
- The Teachings Of Web 12" EP (1984), Criminal Damage
- Solid Glass Spine 7" (1984), Criminal Damage — (UK Indie #28)[6]
- Head On! 12" EP (1984), Criminal Damage
- Hunt Ya Down 12" EP (1985), FM
- King Hell 12" EP (1986), Shakedown
- Los Descamisados mini-LP (1987), Shakedown — как Ausgang-A-Go-Go[7]